# USS Newman (DE-205)
USS Newman (DE-205/APD-59) là một tàu hộ tống khu trục lớp Buckley được Hải quân Hoa Kỳ chế tạo trong Chiến tranh Thế giới thứ hai. Tên nó được đặt theo hạ sĩ quan kỹ thuật không quân Laxton Gail Newman (1916–1941), người phục vụ tại Căn cứ Không lực Hải quân Kaneohe Bay, Oahu và đã tử trận trong cuộc tấn công Trân Châu Cảng ngày 7 tháng 12, 1941. Nó đã phục vụ trong chiến tranh cho đến năm 1944, khi được cải biến thành một tàu vận chuyển cao tốc mang ký hiệu lườn APD-59, và tiếp tục phục vụ cho đến khi chiến tranh kết thúc; nó xuất biên chế năm 1946 và bị tháo dỡ năm 1966. Newman được tặng thưởng năm Ngôi sao Chiến trận do thành tích phục vụ trong Thế Chiến II.

## Thiết kế và chế tạo
Những chiếc thuộc lớp tàu hộ tống khu trục Buckley có chiều dài chung 306 ft (93 m), mạn tàu rộng 37 ft 1 in (11,30 m) và độ sâu mớn nước khi đầy tải là 11 ft 3 in (3,43 m). Chúng có trọng lượng choán nước tiêu chuẩn 1.400 tấn Anh (1.400 t); và lên đến 1.740 tấn Anh (1.770 t) khi đầy tải. Hệ thống động lực bao gồm hai turbine hơi nước General Electric công suất 13.500 mã lực (10.100 kW), dẫn động hai máy phát điện công suất 9.200 kilôwatt (12.300 hp) để vận hành hai trục chân vịt;  công suất 12.000 hp (8.900 kW) cho phép đạt được tốc độ tối đa 23 kn (26 mph; 43 km/h), và có dự trữ hành trình 6.000 nmi (6.900 mi; 11.000 km) khi di chuyển ở vận tốc đường trường 12 kn (14 mph; 22 km/h).
Vũ khí trang bị bao gồm ba pháo 3 in (76 mm)/50 cal trên tháp pháo nòng đơn có thể đối hạm hoặc phòng không, một khẩu đội 1,1 inch/75 caliber bốn nòng và tám pháo phòng không Oerlikon 20 mm. Vũ khí chống ngầm bao gồm một dàn súng cối chống tàu ngầm Hedgehog Mk. 10 (có 24 nòng và mang theo 144 quả đạn); hai đường ray Mk. 9 và tám máy phóng K3 Mk. 6 để thả mìn sâu. Khác biệt đáng kể so với lớp Evarts dẫn trước là chúng có thêm ba ống phóng ngư lôi Mark 15 21 inch (533 mm). Thủy thủ đoàn đầy đủ bao gồm 186 sĩ quan và thủy thủ.
Newman được đặt lườn tại Xưởng hải quân Charleston ở Charleston, South Carolina vào ngày 8 tháng 6, 1943. Nó được hạ thủy vào ngày 9 tháng 8, 1943; được đỡ đầu bởi bà J. B. Newman, mẹ hạ sĩ quan Newman, và nhập biên chế vào ngày 26 tháng 11, 1943 dưới quyền chỉ huy của Hạm trưởng, Thiếu tá Hải quân William Carl Meyer.

## Lịch sử hoạt động
Sau khi hoàn tất chuyến đi chạy thử máy huấn luyện tại khu vực Bermuda, Newman được phân công nhiệm vụ hộ tống vận tải. Trong giai đoạn từ ngày 11 tháng 2 đến ngày 29 tháng 6, 1944, nó đã thực hiện sáu chuyến hộ tống vận tải khứ hồi vượt Đại Tây Dương. Tại xưởng tàu tại đảo Staten từ ngày 30 tháng 6, nó được cải biến thành một tàu vận chuyển cao tốc thuộc lớp Charles Lawrence. Con tàu được xếp lại lớp với ký hiệu lườn mới APD-59 vào ngày 19 tháng 9, 1944 và tiến hành chạy thử máy trong vịnh Chesapeake.
Khởi hành từ Norfolk, Virginia vào cuối tháng 9 trong vai trò soái hạm của Đội vận chuyển 103, Newman hướng sang khu vực Mặt trận Thái Bình Dương. Đi đến Hollandia vào ngày 4 tháng 11, nó phục vụ hộ tống các đoàn tàu vận tải đi lại giữa cảng này và vịnh Leyte cho đến ngày 12 tháng 12. Tại Leyte, nó đón lên tàu binh lính thuộc Sư đoàn 24 Bộ binh để vận chuyển và cho họ đổ bộ tấn công lên Mindoro vào ngày 15 tháng 12. Sau khi hoàn thành nhiệm vụ, nó quay trở lại Leyte và tiếp tục hành trình đến New Guinea chuẩn bị cho các chiến dịch đổ bộ tiếp theo trong năm 1945.
Sau khi đón lên tàu binh lính thuộc Trung đoàn 158 Bộ binh tại Noemfoor, Newman vận chuyển họ đi đến Philippines. Đến ngày 11 tháng 1, hai ngày sau cuộc đổ bộ đầu tiên tại Luzon, nó cho đổ bộ binh lính lên bãi biển Lingayen dưới sự che chở của hải pháo, và tiếp tục bắn hỏa lực hỗ trợ cho đến khi hộ tống một đoàn tàu vận tải quay trở về Leyte, đến nơi vào ngày 15 tháng 1. Khi hoạt động nhằm giải phóng hoàn toàn Philippines được xúc tiến, con tàu đã tham gia các cuộc đổ bộ lên San Felipe, Luzon vào ngày 29 tháng 1; đổ bộ lên Fort Win tại vịnh Subic vào ngày 30 tháng 1; đổ bộ lên Puerto Princesa, Palawan vào ngày 28 tháng 2; đổ bộ lên Zamboanga, Mindanao vào ngày 10 tháng 3; đổ bộ lên Talisay, Cebu vào ngày 26 tháng 3; và đổ bộ lên Parang, Mindanao vào ngày 17 tháng 4. Sang tháng 5, Newman chuyển đến khu vực Morotai, và trong tháng 6 và tháng 7 đã tham gia các cuộc đổ bộ lên đảo Borneo tại vịnh Brunei vào ngày 10 tháng 6 và đổ bộ lên Balikpapan vào ngày 1 tháng 7.
Vào ngày 16 tháng 7, Newman rời khu vực Đông Ấn thuộc Hà Lan để quay trở lại Philippines, đi đến Leyte vào ngày 18 tháng 7, rồi tiếp tục đi đến Legaspi, Luzon vào ngày 27 tháng 7. Nó đang thực hành huấn luyện tại đây khi Nhật Bản chấp nhận đầu hàng vào ngày 15 tháng 8 giúp kết thúc cuộc xung đột. Con tàu lên đường vào ngày 29 tháng 8 để đi sang Okinawa, nơi nó đón lên tàu binh lính thuộc Quân đoàn 24 để làm nhiệm vụ chiếm đóng tại Triều Tiên. Con tàu cho đổ bộ lực lượng lên  Jinsen (nay là thành phố Incheon) vào ngày 8 tháng 9, và sau đó làm nhiệm vụ hộ tống vận tải giữa Jinsen, Đại Cô Khẩu thuộc Trung Quốc và Philippines. Nó rời khu vực Viễn Đông vào ngày 26 tháng 11 để quay trở về Hoa Kỳ, về đến New York vào ngày 9 tháng 1, 1946.
Newman đi đến Green Cove Springs, Florida, nơi nó được cho xuất biên chế vào ngày 18 tháng 2, 1946 và được đưa về Hạm đội Dự bị Đại Tây Dương. Đang khi trong thành phần dự bị, con tàu được kéo đến Orange, Texas vào năm 1961, nhưng không bao giờ được đưa ra hoạt động trở lại. Tên nó được cho rút khỏi danh sách Đăng bạ Hải quân vào ngày 1 tháng 9, 1964, và con tàu được bán cho hãng Boston Metals Company tại Baltimore, Maryland vào ngày 15 tháng 8, 1966 để tháo dỡ.

## Phần thưởng
Newman được tặng thưởng năm Ngôi sao Chiến trận do thành tích phục vụ trong Thế Chiến II.
|  |             |                           |
|  | Silver star |                           |
|  |             | Bronze star · Bronze star |

| Dãi băng Hoạt động Tác chiến (truy tặng) | Dãi băng Hoạt động Tác chiến (truy tặng)                                | Huân chương Phục vụ Trung Hoa (mở rộng)                                 | Huân chương Phục vụ Trung Hoa (mở rộng)                                  |
| Huân chương Chiến dịch Hoa Kỳ            | Huân chương Chiến dịch Châu Á-Thái Bình Dương với 5 Ngôi sao Chiến trận | Huân chương Chiến dịch Châu Á-Thái Bình Dương với 5 Ngôi sao Chiến trận | Huân chương Chiến dịch Châu Âu-Châu Phi-Trung Đông                       |
| Huân chương Chiến thắng Thế Chiến II     | Huân chương Phục vụ Chiếm đóng Hải quân                                 | Huân chương Phục vụ Chiếm đóng Hải quân                                 | Huân chương Giải phóng Philippine (Philippine) với 2 Ngôi sao Chiến trận |